# 石壁岭古官道
石壁岭古官道，是位于中国福建省宁德市蕉城区石后乡半岭村石壁岭的一条古驿道，2018年9月入选第九批福建省文物保护单位。
石壁岭古官道是寧德縣古时通往西乡及古田、屏南乃至闽北的交通要道，其开辟时间不晚于南宋，以其山体如石壁般笔直陡峭而得名。清朝康熙四十五年（1706年），邑人王天行采用火烧水攻之法，“遂成通途”。现存古道起于金涵乡高乾村西，终抵石后乡大岭村，全长2.5公里，由石磴累砌，宽约1米，垂直落差达500余米。古道沿线遗留有众多人文景观，现尚存摩崖石刻“山高水长”、修路碑、古亭遗址、战壕遗址等遗迹。